# Switch Girl!!
Switch Girl!! (スイッチガール!!, Suitchi Gāru!!) é uma série de mangá escrita por Natsumi Aida. Foi publicada na revista Margaret da editora Shueisha entre 2006 e 2014. Foi adaptada em uma série de televisão de comédia romântica.

## Recepção
Ficou na 42ª colocação na lista dos mangás mais vendidos de 2011 no Japão, com  1,095,914 cópias.